# Monroe W. Hatch junior

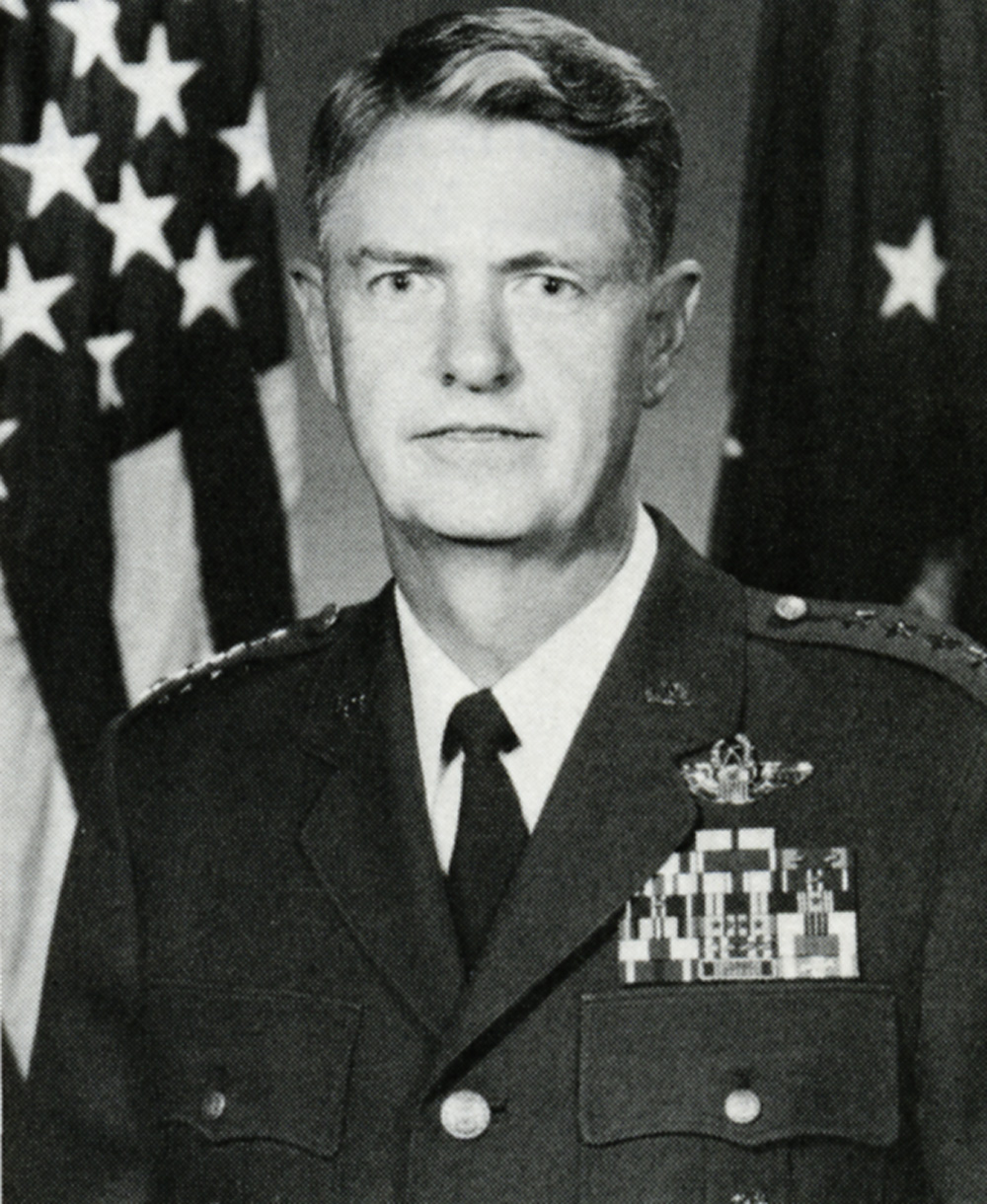
Monroe W. Hatch Jr.

Monroe W. Hatch Jr. (* 23. November 1933 in New Orleans, Louisiana) ist ein pensionierter General der United States Air Force. Er war unter anderem Vice Chief of Staff of the Air Force.
In den Jahren 1951 bis 1955 durchlief er die United States Naval Academy in Annapolis in Maryland. Er entschied sich für eine Laufbahn in der Air Force. Dort durchlief er anschließend alle Offiziersränge vom Leutnant bis zum Vier-Sterne-General.
Im Lauf seiner militärischen Karriere absolvierte er verschiedene Kurse und Schulungen. Dazu gehörten unter anderem eine Ausbildung zum Kampfpiloten und weitere Fortbildungskurse als Pilot neuer Flugzeugtypen und das National War College in Fort Lesley J. McNair in Washington, D.C. Außerdem erhielt er einen akademischen Grad von der University of Oklahoma.
In seinen frühen Jahren als Offizier der Luftwaffe war er in unterschiedlichen Funktionen an verschiedenen Stützpunkten stationiert. Zwischen Februar 1956 und Februar 1958 war er Stabsoffizier der 587th Tactical Missile Group, die auf der Sembach Air Base in Deutschland ansässig war. Danach setzte er seine Laufbahn in den Vereinigten Staaten fort, wobei er auch einige Stellen als Stabsoffizier in verschiedenen Einheiten bekleidete.
Zwischen Juni 1969 und Oktober 1970 war Hatch im Vietnamkrieg eingesetzt. Dort gehörte er dem Stab der 7. Luftflotte an für den er auch als Kurierpilot tätig war. Nach seiner Heimkehr war er zunächst bis zum August 1973 Stabsoffizier im Verteidigungsministerium. Es folgte sein Studium am National War College und dann ab Juli 1974 eine Versetzung zum Stab des Hauptquartiers der Air Force, dem er in unterschiedlichen leitenden Funktionen bis zum Juni 1979 angehörte.
Sein nächster Auftrag führte ihn zur Offutt Air Force Base in Nebraska. Dort gehörte er zwischen Juni 1979 und März 1981 der Stabsabteilung für Planungen und operativen Bedarf des Strategic Air Commands an. Anschließend kommandierte er zwischen März 1981 und Februar 1982 auf der Beale Air Force Base in Kalifornien die 14. Luftdivision (14th Air Division). Danach kehrte er zum Stab des Strategic Air Commands zurück. Bis zum Februar 1983 leitete er dessen Stabsabteilung für Planungen. Danach wurde er bis zum September 1984 Stabschef dieses Kommandos. Als Nächstes bekleidete er bis zum August 1985 das Amt des Generalinspekteurs der Air Force. Danach kehrte er ein weiteres Mal zur Offutt AFB zurück. Zwischen August 1985 und Februar 1987 war er dort stellvertretender Kommandeur des Strategic Air Commands.
Am 1. Februar 1985 wurde er als Nachfolger von John L. Piotrowski neuer Vice Chief of Staff of the Air Force. Dieses Amt bekleidete er bis zum 1. Juni 1990, als er von John M. Loh abgelöst wurde. Anschließend schied er aus dem aktiven Militärdienst aus.
Während seiner aktiven Zeit als Militärpilot absolvierte er über 6000 Flugstunden auf verschiedenen Flugzeugtypen.
Nach seiner Pensionierung wurde Monroe Hatch unter anderem Geschäftsführer (executive director) der Air & Space Forces Association.

## Orden und Auszeichnungen
Monroe Hatch erhielt im Lauf seiner militärischen Laufbahn unter anderem folgende Auszeichnungen:
- Defense Distinguished Service Medal
- Air Force Distinguished Service Medal
- Legion of Merit
- Air Medal
- Joint Service Commendation Medal
- Air Force Commendation Medal
- Air Force Outstanding Unit Award
- Air Force Organizational Excellence Award
- Combat Readiness Medal
- National Defense Service Medal
- Armed Forces Expeditionary Medal
- Vietnam Service Medal
- Gallantry Cross (Südvietnam)
- Vietnam Campaign Medal (Südvietnam)

Außerdem erhielt er noch zahlreich Ordensbänder verliehen (Ribbons).